# Грб Томске области
Грб Томске области је званични симбол једног од субјеката Руске федерације са статусом области — Томске области. Грб је званично усвојен 29. маја 1997. године.

## Опис грба
Мали грб је штит са француским обликом и односом 9:8, са зеленим пољем у панелу на коме је представљен коњ који поскакује у лијево (хералдички десно) у сребрној боји са црвеним очима и језиком. Штит је крунисан са великом царском круном.
Дозвољена је употреба и малог грба са сликом без употребе велике царске круне.
Велики грб има изглед проширеног малог грба, окруженог златним храстовим гранама, које су увезане бијело-зеленом траком, бојама заставе Томске област.